# Jordan Horowitz

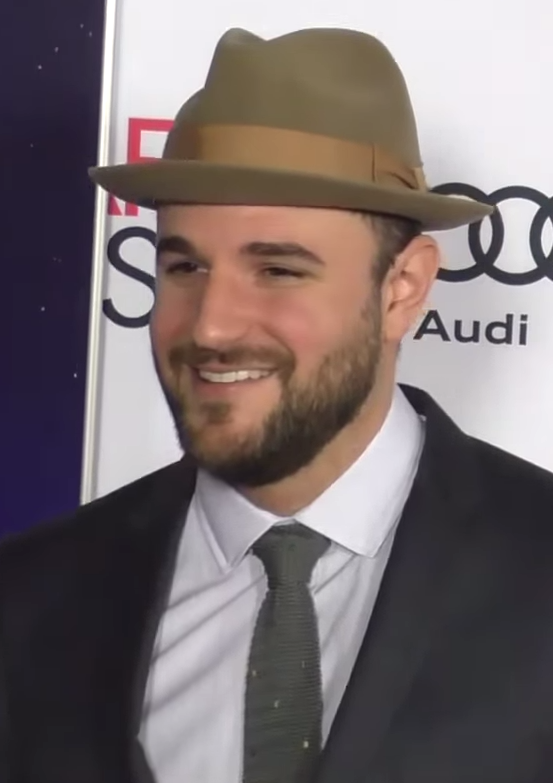
Jordan Horowitz, 2016

Jordan Horowitz (* 10. April 1980 in New York City) ist ein US-amerikanischer Filmproduzent und Drehbuchautor. Er wurde vor allem bekannt als einer der Produzenten für den Film La La Land, für den er 2017 mit seinen Mitproduzenten Fred Berger und Marc Platt eine Oscarnominierung in der Kategorie Bester Film erhielt. Er erhielt außerdem für den Film einen Preis bei den Golden Globe Awards 2017 in der Kategorie „Bester Film – Komödie/Musical“. Seine Produktionstätigkeit begann 2010 mit dem Film The Kids Are All Right. In seinem nächsten Film Meet Monica Velour spielte er außerdem eine kleine Rolle als Pornoregisseur.
2017 wurde er in die Academy of Motion Picture Arts and Sciences (AMPAS) aufgenommen, die alljährlich die Oscars vergibt.

## Filmografie (Auswahl)
Als Filmproduzent
- 2010: The Kids Are All Right
- 2010: Meet Monica Velour
- 2012: Save the Date
- 2014: The Keeping Room – Bis zur letzten Kugel (The Keeping Room)
- 2016: Miss Stevens
- 2016: La La Land
- 2018: Fast Color – Die Macht in Dir (Fast Color)
- 2020: Quad
- 2020: I’m Your Woman

Als Drehbuchautor
- 2016: Miss Stevens
- 2018: Fast Color – Die Macht in Dir (Fast Color)
- 2020: Stargirl: Anders ist völlig normal (Stargirl)
- 2020: I’m Your Woman